# Vogelsberg
De Vogelsberg is een reeks lage bergen in Midden-Duitsland, in het hart van de
deelstaat Hessen. De Vogelsberg is een resultaat van vroegere vulkanische activiteit. De Vogelsberg is van de Rhön gescheiden door het dal van de rivier de Fulda.
De Vogelsberg is ongeveer 19 miljoen jaar geleden ontstaan en is Duitslands enige schildvulkaan. De vulkaan is 7 miljoen jaar geleden tot rust gekomen. De Vogelsberg is de grootste basaltformatie van Midden-Europa. De hoogste pieken zijn de Taufstein van 773 meter en de Hoherodskopf van 763 meter. Beide pieken liggen in het nationale park Hoher Vogelsberg.